# Stress (chanson de Justice)
Pour les articles homonymes, voir Stress (homonymie).
Pistes de †
DVNO Waters of Nazareth
Stress est le dixième titre du premier album studio enregistré par le groupe de musique électronique Justice. L'album, intitulé † (aussi écrit de façon non stylisée Cross), sort en France le 11 juin 2007. Un vidéoclip de la chanson Stress, réalisé par Romain Gavras, est publié le 1er mai 2008 sur le site web du rappeur américain Kanye West. La vidéo, qui a été sévèrement critiquée, montre des scènes très controversées de violence perpétrée en région parisienne par un « groupe d'adolescents français d'origines visiblement africaine et nord-africaine ». Ses créateurs ont affirmé avoir voulu créer une vidéo violente pour une chanson violente, sans intention de racisme. La chanson, quant à elle, est bien accueillie par la critique.

## La chanson
Stress est un titre electro house qui échantillonne Night on Disco Mountain de David Shire, elle même une reprise Disco d'Une nuit sur le mont Chauve de Modeste Moussorgski, ainsi que la version originale de Jocko Homo de Devo et un effet sonore produit par Apple. Xavier de Rosnay, un des deux membres de Justice, a expliqué dans une interview de 2016 que la chanson a été mixée afin d'être désagréable, jusqu'à la migraine. La chanson apparaît sur la bande sonore du jeu vidéo NBA 2K13, assemblée par le rappeur américain Jay-Z.

## Vidéoclip et controverse

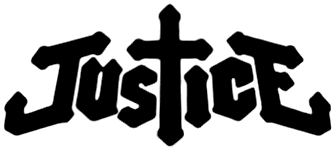
Le logo du groupe Justice, incorporant une croix.

La vidéo de la chanson montre huit jeunes hommes des « cités », cagoulés et vêtus de blousons portant le crucifix du logo de Justice, qui se déplacent dans la région parisienne et commettent des actes de violence gratuite. Au cours de la vidéo, entre autres crimes, ils agressent des citoyens en public, vandalisent, tabassent un tenancier de bar, s'emparent d'un véhicule avant de l'incendier.
Le clip a été la cible de protestations véhémentes. La presse et l'opinion publique ont notamment accusé son réalisateur, Romain Gavras, de racisme, de stigmatisation des banlieues et d'incitation à la violence. Le clip est privé de diffusion par les chaînes de télévision française,. Le Mouvement contre le racisme et pour l'amitié entre les peuples (MRAP) a déclaré souhaiter loger une plainte pour racisme. La vidéo a été considérée comme l'un des clips les plus controversés de tous les temps par les magazines Dazed & Confused et New Muscial Express,. Daniel Kreps, de Rolling Stone, a comparé la vidéo aux événements de la série de jeux vidéo Grand Theft Auto, connue elle aussi pour ses éléments de violence. Jeffrey T. Iverson, du magazine Time, a fait le rapprochement avec la hargne des films La Haine, C'est arrivé près de chez vous et Orange mécanique.
La vidéo montre plusieurs personnes à la peau noire, ce qui a entraîné des accusations de racisme. En réponse à celles-ci, Gaspard Augé, du duo Justice, a répondu dans une interview à The Quietus : « Nous nous attendions à quelques problèmes évidemment, mais certainement pas sur ces sujets, comme le racisme. [...] On voulait faire une vidéo violente, parce que la chanson est violente. [...] Si les gens voient du racisme dans la vidéo, c'est certainement parce qu'ils pourraient avoir un problème avec le racisme eux-mêmes : ils ne voient que des Noirs s'en prendre à des Blancs, ce qui n'est pas ce qui se passe dans la vidéo. ».
En 2008, Justice a expliqué par communiqué : « Ce film n'a jamais été envisagé comme une stigmatisation de la banlieue, comme une incitation à la violence ou, surtout, comme un moyen larvé de véhiculer un message raciste. ».
Romain Gavras, membre fondateur du collectif artistique Kourtrajmé, est le réalisateur de la vidéo. Après avoir d'abord gardé le silence, Gavras explique dans Le Monde 2 qu'il est conscient de la délicatesse du sujet sans pour autant désavouer son clip. Son collectif artistique et lui veulent notamment « susciter des réactions fortes ». Précisant que Kourtrajmé est un groupe multi-ethnique, il nie énergiquement les accusations de racisme. Il ajoute « Je voulais montrer la violence la plus actuelle, nihiliste. On me reproche d'avoir tourné un clip de brutalité gratuite, alors que pour moi, elle n'existe pas : la fureur est aveugle, pas gratuite. ». Quant à l'interdiction de diffusion sur les ondes hertziennes, il explique que le clip n'y était pas destiné.
Le magazine Complex a été moins critique et place le clip au deuxième rang de sa liste des 100 meilleurs vidéoclips des années 2000, ajoutant que les « images sont si fascinantes qu'on ne peut détourner les yeux ne serait-ce qu'une seconde ».

## Accueil critique de la chanson
Malgré la controverse entourant la vidéo, la chanson en tant que telle a reçu des critiques positives. Thomas Gorton de Dazed a écrit de Stress que c'est une « chanson brillante ». Sarah Boden considère le titre comme un moment fort de Cross, disant de Stress que c'est « peut-être le tube de boîte le plus claustrophobe jamais entendu ». Evan Sawdey, de PopMatters, a comparé le style horreur et  Halloween de la piste à celui de Thriller et a ajouté que « la chanson commence comme la bande sonore dopée d'un film d'horreur, toute en cordes stridentes et grondements à la John Carpenter, coexistant lentement avant de se transformer en en une fête d'Halloween endiablée. ». Jason Lymangrover, du site Allmusic, écrit du morceau que c'est « un épuisant exercice de patience avec un théière sifflant par-dessus une ligne de basse anxiogène à la Space Invaders ».